# Chaenorhinum semiglabrum
Chaenorhinum semiglabrum är en grobladsväxtart som först beskrevs av Loidi och A. Galan, och fick sitt nu gällande namn av J. A. Alejandre Saenz, J. A. Arizaleta Urarte och J. Benito Ayuso. Chaenorhinum semiglabrum ingår i släktet småsporrar, och familjen grobladsväxter. Inga underarter finns listade i Catalogue of Life.